# 파인딩 포레스터
《파인딩 포레스터》(영어: Finding Forrester)는 2000년 공개된 미국의 영화이다. 거스 밴 샌트 감독, 마이크 리치 각본 작품이다.

## 배역
- 숀 코너리 - 포리스터 역
- 랍 브라운 - 자말 역
- F. 머리 에이브러햄 - 크로퍼드 역
- 애나 패퀸 - 클레어 역
- 버스타 라임스 - 테렐 역
- 에이프릴 그레이스 - 조이스 역
- 마이클 피트 - 콜러리지 역
- 맷 데이먼 - 샌더슨 역
- 글렌 피츠제럴드 - 매시 역

## SBS 성우진 (2006년 1월 22일)
- 유강진 - 윌리엄 포레스터(숀 코네리)
- 구자형 - 자말 월러스(로버트 브라운)
- 김기현 - 로버트 크로포드(F. 머리 에이브러햄)
- 오길경 - 클레어 스펜스(안나 파킨)
- 홍승옥 - 월러스 부인
- 최성우 - 조이스 선생님
- 최석필 - 테렐 월러스(버스타 라임스)
- 변종필
- 김용준
- 사성웅
- 양석정
- 박찬희
- 신찬혁

## 흥행
200개 극장에서 제한 공개되어 첫 주에 70만 달러의 성적을 냈으며, 후에 2,001개 극장에 확대개봉하여 첫주에 1천 1백만 달러의 성적을 냈다. 북아메리카에서만 5천 1백만 달러의 성적을 냈으며, 그 외로는 2천 8백만달러의 성적을 냈다.

## 같이 보기
- 이상한 나라의 수학자
- YTMND